# Zlatá Olešnice (Liberec)
Zlatá Olešnice è un comune della Repubblica Ceca facente parte del distretto di Jablonec nad Nisou, nella regione di Liberec.